# Limierczyki
Limierczyki – polana w Pieninach. Znajduje się przy żółtym szlaku turystycznym z Krościenka nad Dunajcem na przełęcz Szopka, powyżej Bajkowego Gronia i powyżej Pienińskiego Potoku, w miejscu, gdzie od szlaku tego odgałęzia się niebieski szlak na Zamkową Górę. Nazwa polany pochodzi od słowa limierz (inaczej mielerz), oznaczającego kopiec do wypalania węgla drzewnego. Od 1933 działało tutaj prywatne schronisko górala Orkisza. Spaliło się w 1937 roku.
Na skraju polany znajdują się ławki dla turystów. Z polany roztaczają się widoki na północ, na grzbiet Pieninek z Czerteżem.
Nie wszystkie mapy wyróżniają tę polanę. Na niektórych jest uważana za dolną część polany Wyrobek. Również stojąca poniżej polany tablica informacyjna Pienińskiego Parku Narodowego wymienia tylko polanę Wyrobek. Na tablicy jest informacja, że na polanie Wyrobek występuje 27 gatunków wpisanych na czerwoną listę roślin zagrożonych w Polsce. Aby zachować jej bioróżnorodność i nie dopuścić do zarośnięcia lasem, jest przez park narodowy koszona.
W 2016 r. znaleziono tu gatunki rzadkich mchów podlegających ochronie: miechera Bessera (Neckera besseri), miechera spłaszczona (Neckera complanata), miechera kędzierzawa (Neckera crispa). W latach 1987–1988 znaleziono bardzo rzadki, w Polsce wymierający gatunek porostu – brunatkę miseczkowatą Buellia disciformis oraz zagrożone wyginięciem porosty Pseudoschismatomma rufescens i przewiertnica grabowa Porina aenea.
Polana znajduje się na obszarze Pienińskiego Parku Narodowego, w granicach Krościenka nad Dunajcem w województwie małopolskim, w powiecie nowotarskim.

## Szlaki turystyczne
z Bajkowego Gronia przez polanę Limierczyki, Zamkową Górę i Trzy Korony na przełęcz Szopka.

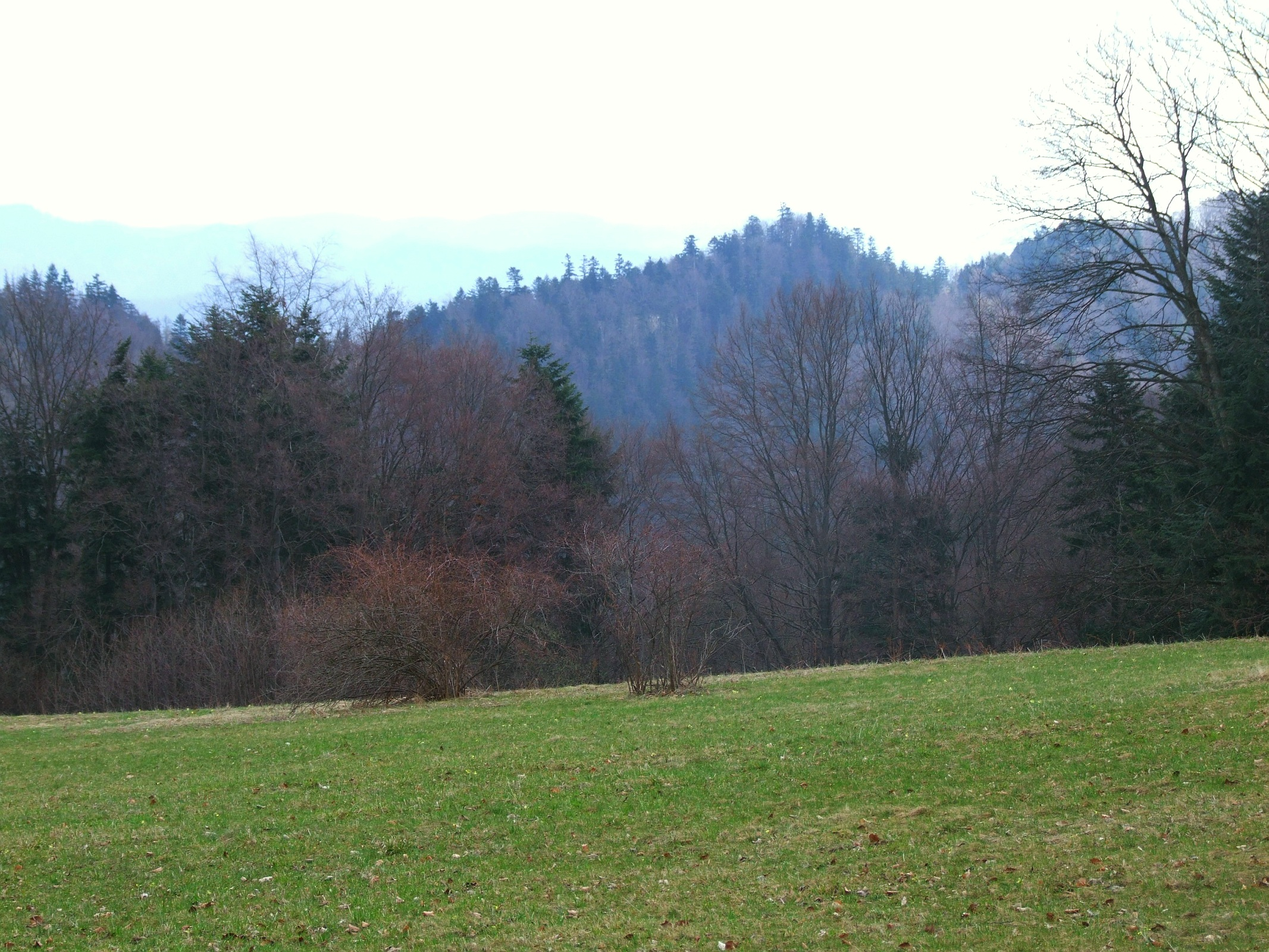
Polana Limierczyki wiosną